# بطولة تونس لكرة السلة للرجال 1984–85
بطولة تونس لكرة السلة للرجال 1984–85 هو الموسم رقم 30 من بطولة تونس لكرة السلة للرجال.

فاز بهذا الموسم النجم الأولمبي لحلق الوادي والكرم.

## روابط خارجية
- الموقع الرسمي للجامعة التونسية لكرة السلة.